# Liste der gefallenen Adeligen auf Habsburger Seite in der Schlacht bei Sempach/B

## B
| Geschlecht               | Vorname(n)                                                                                           | Einheitsname                  | Stammsitz                                            | abweichende Schreibweisen                                                                 | Quelle(n) | Anmerkungen | Wappen |
| Bachhausen?              | Cuno Truchsess                                                                                       | Cuno Truchsess von Bachhausen |                                                      |                                                                                           | Eydgnössisch-schweytzerischer Regiments Ehren-Spiegel | |        |
| Bächlin – siehe Väschlin | Heinrich                                                                                             | siehe Väschlin, Heinrich      |                                                      | Bächlin; Böchlin                                                                          | | |        |
| Baden                    | Götz; Götzman, Götzmann                                                                              | Götzman von Baden             |                                                      | Baden; Paden                                                                              | • Anonyme österreichische Chronik in Stuttgart, Handschrift 16. Jh. • Breisgauische Liederhandschrift, 1445 • Conrad Schnitt: Wappenbuch der Baslerischen Geschlechter, 1530 • Eydgnössisch-schweytzerischer Regiments Ehren-Spiegel • Luzerner Chronik von Melchior Russ, 1482 • Oesterreichische Verlustliste, 1488 • Thurgauer Chronik • Zusätze zu Petermann Etterlins Chronik, 1531–1545 • Oesterreichische Verlustliste, ca. 1484 • Liste des Christian Wurstisen, nach 1580 | die hernach geschriben sind ausz dem Elssäsz; Freyherr; diss warent von Strasburg und uss dem Elsass; ward da ritter; von Herrn, Rittern und knechten uss dem Brissgow, Elsass, und Schwoben                                                                                      |        |
| Baldegg                  | Marquart; Marquardus; Marquard; Mackhart                                                             | Marquart von Baldegg          | Aargau, Burg Baldegg (Hochdorf)                      | Baldeck; Baldekh; Baldegk; Waldeckh                                                       | • Luzerner Chronik von Melchior Russ, 1482 • Chronik des Nicolaus Stulmann, 1407 • Eydgnössisch-schweytzerischer Regiments Ehren-Spiegel • Oesterreichische Verlustliste, ca. 1484 • Conrad Schnitt: Wappenbuch der Baslerischen Geschlechter, 1530 • Thurgauer Chronik • Anonyme österreichische Chronik in Stuttgart, Handschrift 16. Jh. • Breisgauische Liederhandschrift, 1445 • Oesterreichische Verlustliste, 1488 • Liste des Christian Wurstisen, nach 1580 | von der Ritterschafft aus dem Ergew; Die ritter und knecht uss dem Hegöuw und Ergouw und am Blauwenn; Item von Erga dem lanndt |        |
| Baldegg                  | Hemman; Heyntzman                                                                                    | Hemman von Baldegg            | Aargau, Burg Baldegg (Hochdorf)                      | Baldeck                                                                                   | Luzerner Chronik von Melchior Russ | sin sun |        |
| Bärenfels                | Adelberg; Adelbertus                                                                                 | Adelbert von Bärenfels        | Burg Bärenfels (Wehr) (ursprünglich Basel)           | Berenfels; Berenfelss; Bernfelss; Perenfels                                               | • Zusätze zu Petermann Etterlins Chronik, 1531–1545 • Conrad Schnitt: Wappenbuch der Baslerischen Geschlechter, 1530 • Frankfurter Verlustliste • Jakob Twinger von Königshofen, Stiftsherr zu Straßburg • Oesterreichische Verlustliste, ca. 1484 • Stadtchronik von Bern und Conrad Justingers Berner-Chroni, 1414/1420 • Thurgauer Chronik • Petermann Etterlin’s Chronik, Basel, 1507 • Anonyme österreichische Chronik in Stuttgart, Handschrift 16. Jh. • Breisgauische Liederhandschrift, 1445 • Aegidius Tschudi: Chronicon Helveticum • Liste des Christian Wurstisen, nach 1580 | von Herrn, Rittern und knechten uss dem Brissgow, Elsass, und Schoben; drie von Berenfels; von der Ritterschafft aus dem Elsas Vom Geschlecht derer von Bärenfels werden meist drei Mitglieder aufgezählt, obgleich mindestens 8 Vornamen überliefert sind. Mitglied im Löwenbund |        |
| Bärenfels                | Albrecht?                                                                                            | Albrecht von Bärenfels        | Burg Bärenfels (Wehr) (ursprünglich Basel)           | Bernfelß                                                                                  | Eydgnössisch-schweytzerischer Regiments Ehren-Spiegel | evtl. handelt es sich hierbei auch um Adelbert |        |
| Bärenfels                | Conrad; Cüntzli; Contzelin                                                                           | Conrad von Bärenfels          | Burg Bärenfels (Wehr) (ursprünglich Basel)           | Bernfelß; Berenfels; Wernfels                                                             | • Thurgauer Chronik • Oesterreichische Verlustliste, 1488 • Eydgnössisch-schweytzerischer Regiments Ehren-Spiegel | sin bruoder |        |
| Bärenfels                | Hans                                                                                                 | Hans von Bärenfels            | Burg Bärenfels (Wehr) (ursprünglich Basel)           | Berenfels                                                                                 | Luzerner Chronik von Melchior Russ, 1482 | |        |
| Bärenfels                | Lüthold; Lütolt; Lüttoldt; Lutold; Lüpolt; Luti; Lütti; Luittold; Lutz; Lewtoldus; Lutoldus          | Lüthold von Bärenfels         | Burg Bärenfels (Wehr) (ursprünglich Basel)           | Berenfels; Berenfelss; Bernfells; Bernfels; Werenfels                                     | • Zusätze zu Petermann Etterlins Chronik, 1531–1545 • Conrad Schnitt: Wappenbuch der Baslerischen Geschlechter, 1530 • Frankfurter Verlustliste • Jakob Twinger von Königshofen, Stiftsherr zu Straßburg • Luzerner Chronik von Melchior Russ, 1482 • Oesterreichische Verlustliste, ca. 1484 • Thurgauer Chronik • Anonyme österreichische Chronik in Stuttgart, Handschrift 16. Jh. • Eydgnössisch-schweytzerischer Regiments Ehren-Spiegel • Chronik des Benedictinerkosters Kremsmünster in Österreich • Liste des Christian Wurstisen, nach 1580 | drie von Berenfels; Die ritter und knecht uss dem Hegöuw und Ergouw und am Blauwenn; Mitglied im Löwenbund |        |
| Bärenfels                | Melchior                                                                                             | Melchior von Bärenfels        | Burg Bärenfels (Wehr) (ursprünglich Basel)           | Berenfels                                                                                 | Luzerner Chronik von Melchior Russ, 1482 | |        |
| Bärenfels                | Werner; Werlin; Werly; Wernher; Werli; Wernlinus; Bernher                                            | Werner von Bärenfels          | Burg Bärenfels (Wehr) (ursprünglich Basel)           | Berenfels; Berenfelss; Bernfells; Perenfels; Werenfels; Wernfels                          | • Zusätze zu Petermann Etterlins Chronik, 1531–1545 • Conrad Schnitt: Wappenbuch der Baslerischen Geschlechter, 1530 • Constanzer Chronik • Frankfurter Verlustliste • Gebhard Dacher’s Konstanzer Chronik, 1470 • Luzerner Chronik von Melchior Russ, 1482 • Oesterreichische Verlustliste, ca. 1484 • Thurgauer Chronik • Anonyme österreichische Chronik in Stuttgart, Handschrift 16. Jh. • Stuttgarter Annalen • Breisgauische Liederhandschrift, 1445 • Chronik des Benedictinerkosters Kremsmünster in Österreich • Oesterreichische Verlustliste, 1488 • Liste des Christian Wurstisen, nach 1580 | ritter und knecht von Bassel; von der Ritterschafft aus dem Elsas; Die ritter und knecht uss dem Hegöuw und Ergouw und am Blauwenn; von Herrn, Rittern und knechten uss dem Brissgow, Elsass, und Schoben; Mitglied im Löwenbund                                                  |        |
| Barisser?                | Ott                                                                                                  | Ott der Barisser              |                                                      | Bariser                                                                                   | • Conrad Schnitt: Wappenbuch der Baslerischen Geschlechter, 1530 • Schlachtkapelle Sempach | liegt in Königsfelden begraben |        |
| Basslin?                 | Heinrich                                                                                             | Heinrich Basslin              |                                                      |                                                                                           | Conrad Schnitt: Wappenbuch der Baslerischen Geschlechter, 1530 | wird nur in dieser einen Quelle genannt |        |
| Bayerstein?              | Hieronymus                                                                                           | Hieronymus von Bayerstein     |                                                      |                                                                                           | Conrad Schnitt: Wappenbuch der Baslerischen Geschlechter, 1530 | wird nur in dieser einen Quelle genannt |        |
| Bebelheim                | Niclaus; Clas; Claus; Nicolaus, Nicklauß                                                             | Niclaus von Bebelheim         | Colmar                                               | Bebelhain; Bebenhainn; Bebenheimb; Bekelusen; Belhin; Böblheim; Bodelheim; Bäbenheim      | • Zusätze zu Petermann Etterlins Chronik, 1531–1545 • Breisgauische Liederhandschrift, 1445 • Conrad Schnitt: Wappenbuch der Baslerischen Geschlechter, 1530 • Oesterreichische Verlustliste, ca. 1484 • Thurgauer Chronik • Eydgnössisch-schweytzerischer Regiments Ehren-Spiegel • Frankfurter Verlustliste • Luzerner Chronik von Melchior Russ, 1482 • Anonyme österreichische Chronik in Stuttgart, Handschrift 16. Jh. • Aegidius Tschudi: Chronicon Helveticum • Liste des Christian Wurstisen, nach 1580 | von Colmar; Ritter; diss warent von Strasburg und uss dem Elsass; von der Ritterschafft aus dem Elsas; "Ritter von Colmar" |        |
| Bebelheim                | Peter; Petter                                                                                        | Peter von Bebelheim           | Colmar                                               | Bebelnhin                                                                                 | • Conrad Schnitt: Wappenbuch der Baslerischen Geschlechter, 1530 • Zusätze zu Petermann Etterlins Chronik, 1531–1545 • Erhard von Appenwiler, Kaplan in Basel, Fortsetzung der Sächsischen Weltchronik, 1439 | |        |
| Bechburg                 | Hanss                                                                                                | Hans von Bechburg             | Alt-Bechburg / Burg Rotenberg                        |                                                                                           | Zusätze zu Petermann Etterlins Chronik, 1531–1545 • Liste des Christian Wurstisen, nach 1580 | vnd sonst noch 3 dieses geschlechts Das Geschlecht der Bechburger starb mit den Verlusten der Schlacht bei Sempach aus. |        |
| Bechburg                 | Henmann?                                                                                             | Henmann von Bechburg          | Alt-Bechburg / Burg Rotenberg                        |                                                                                           | • Conrad Schnitt: Conrad Schnitt: Wappenbuch der Baslerischen Geschlechter, 1530 • Conrad Schnitt: Wappenbuch der Baslerischen Geschlechter, 1530 • Erhard von Appenwiler, Kaplan in Basel, Fortsetzung der Sächsischen Weltchronik, 1439 • Zusätze zu Petermann Etterlins Chronik, 1531–1545 • Jakob Twinger von Königshofen, Stiftsherr zu Straßburg • St. Blasianer Handschrift von Königshofens Chronik • Stadtchronik von Bern und Conrad Justingers Berner-Chroni, 1414/1420 • Liste des Christian Wurstisen, nach 1580 | vnd sonst noch 3 dieses geschlechts Das Geschlecht der Bechburger starb mit den Verlusten der Schlacht bei Sempach aus. „4 von Bechburg“ |        |
| Bechburg                 | nicht bekannt                                                                                        | ? von Bechburg                | Alt-Bechburg / Burg Rotenberg                        |                                                                                           | • Conrad Schnitt: Wappenbuch der Baslerischen Geschlechter, 1530 • Erhard von Appenwiler, Kaplan in Basel, Fortsetzung der Sächsischen Weltchronik, 1439 • Zusätze zu Petermann Etterlins Chronik, 1531–1545 • Jakob Twinger von Königshofen, Stiftsherr zu Straßburg • St. Blasianer Handschrift von Königshofens Chronik • Stadtchronik von Bern und Conrad Justingers Berner-Chronik, 1414/1420 • Liste des Christian Wurstisen, nach 1580 | vnd sonst noch 3 dieses geschlechts Das Geschlecht der Bechburger starb mit den Verlusten der Schlacht bei Sempach aus.„4 von Bechburg“ |        |
| Bechburg                 | nicht bekannt                                                                                        | ? von Bechburg                | Alt-Bechburg / Burg Rotenberg                        |                                                                                           | • Conrad Schnitt: Wappenbuch der Baslerischen Geschlechter, 1530 • Erhard von Appenwiler, Kaplan in Basel, Fortsetzung der Sächsischen Weltchronik, 1439 • Zusätze zu Petermann Etterlins Chronik, 1531–1545 • Jakob Twinger von Königshofen, Stiftsherr zu Straßburg • St. Blasianer Handschrift von Königshofens Chronik • Stadtchronik von Bern und Conrad Justingers Berner-Chronik, 1414/1420 • Liste des Christian Wurstisen, nach 1580 | vnd sonst noch 3 dieses geschlechts Das Geschlecht der Bechburger starb mit den Verlusten der Schlacht bei Sempach aus. „4 von Bechburg“ |        |
| Berckheim                | Henman; Hartman; Hermann; Hammann; Johann; Burkart; Hainricus Bürk; Wurgkher; Brugger; Hanns Prügker | Henman von Berckheim          | Mittelbergheim; Burg Berkheim                        | Berckheim; Beheim; Behem; Bruckheim; Bebelnhin, Bergkhain; Berighain; Bergkhaym; Bergheim | • Chronik des Nicolaus Stulmann, 1407 • Thurgauer Chronik, geschrieben Anf. 15. Jahrhundert • Schlachtkapelle Sempach • Oesterreichische Verlustliste, ca. 1484 • Oesterreichische Verlustliste, 1488 • Breisgauische Liederhandschrift, 1445 • Eydgnössisch-schweytzerischer Regiments Ehren-Spiegel • Zusätze zu Petermann Etterlins Chronik, 1531–1545 • Anonyme österreichische Chronik in Stuttgart, Handschrift 16. Jh. • Conrad Schnitt: Wappenbuch der Baslerischen Geschlechter, 1530 • Erhard von Appenwiler, Kaplan in Basel, Fortsetzung der Sächsischen Weltchronik, 1439 • Luzerner Chronik von Melchior Russ, 1482 • Offenburgische Chronik, von 1520 • Liste des Christian Wurstisen, nach 1580 • Aegidius Tschudi: Chronicon Helveticum | "Item von der Ritterschafft aus Swaben"; "Henman dictus Brüger de Bergheim" nobiles servi de Elsacia; "ritter und knecht us dem obren Elsas" |        |
| Berenlapp                | | siehe Schnewlin Berenlapp     |                                                      |                                                                                           | | |        |
| Berlichhausen            | Scharbo                                                                                              | Scharbo von Berlichhausen     |                                                      |                                                                                           | Eydgnössisch-schweytzerischer Regiments Ehren-Spiegel | Edelleuth einzige Nennung |        |
| Bern                     | Dietrich; Diterich; Dyeterich                                                                        | Dietrich von Bern             | Rheinfelden                                          | Beren; Berne; Bernn; Pernn                                                                | • Frankfurter Verlustliste • Thurgauer Chronik • Chronik des Nicolaus Stulmann, 1407 • Conrad Schnitt: Wappenbuch der Baslerischen Geschlechter, 1530 • Oesterreichische Verlustliste, 1488; | |        |
| Bern                     | Hans Wernher; Zyren(?)                                                                               | Dietrich von Bern             | Rheinfelden                                          | Bernn                                                                                     | • Frankfurter Verlustliste • Thurgauer Chronik • Conrad Schnitt: Wappenbuch der Baslerischen Geschlechter, 1530 | Zyer könnte eventuell auch Zwei heißen |        |
| Bettmaringen             | Hainrich; Hanns; Heinrich; Hainricus                                                                 | Hainrich von Bettmaringen     | Burg Bettmaringen / Bonndorf                         | Bermadingen; Batmeringen; Bethmaringen; Betmaringen; Botmaringen; Bätmeringen             | • Chronik des Nicolaus Stulmann, 1407 • Eydgnössisch-schweytzerischer Regiments Ehren-Spiegel • Luzerner Chronik von Melchior Russ, 1482 • Oesterreichische Verlustliste, ca. 1484 • Conrad Schnitt: Wappenbuch der Baslerischen Geschlechter, 1530 • Breisgauische Liederhandschrift, 1445 • Zusätze zu Petermann Etterlins Chronik, 1531–1545 • Aegidius Tschudi: Chronicon Helveticum • Liste des Christian Wurstisen, nach 1580 | von Ergau; diss warent ab der Etsche; Item von der Ritterschafft aus Swaben Tschudi erwähnt, dass neben Hainrich und Wolf von Bettmaringen noch ein weiterer dieses Geschlechts gefallen sei.                                                                                     |        |
| Bettmaringen             | Wolf; Wolfgang                                                                                       | Wolf von Bettmaringen         | Burg Bettmaringen / Bonndorf                         | Batmeringen; Bätzmingen; Betmaringen; Bätmeringen                                         | • Eydgnössisch-schweytzerischer Regiments Ehren-Spiegel • Thurgauer Chronik;; Oesterreichische Verlustliste, ca. 1484 • Conrad Schnitt: Wappenbuch der Baslerischen Geschlechter, 1530 • Aegidius Tschudi: Chronicon Helveticum • Liste des Christian Wurstisen, nach 1580 | Sequuntur servi Domini Wirtembergensis; vnd zwen sin vettern; Item von der Ritterschafft aus Swaben |        |
| Bichart (von Husen)      | Hans                                                                                                 | Hans Bichart                  | Hausen/Schwarzwald?                                  |                                                                                           | Frankfurter Verlustliste | von Husen |        |
| Bollwiller               | Peter; Petter; Petrus; Junckher Peter; Peterman                                                      | Peter von Bollwiller          | Bollwiller, Elsass                                   | Bollwiler; Bollwil; Bolwil; Bolwiler; Bolwilr; Pollweil; Wolweyl; Bolwilr; Boswiller      | • Zusätze zu Petermann Etterlins Chronik, 1531–1545 • Breisgauische Liederhandschrift, 1445 • Erhard von Appenwiler, Kaplan in Basel, Fortsetzung der Sächsischen Weltchronik, 1439 • Chronik des Nicolaus Stulmann, 1407 • Conrad Schnitt: Wappenbuch der Baslerischen Geschlechter, 1530 • Thurgauer Chronik; Eydgnössisch-schweytzerischer Regiments Ehren-Spiegel • Oesterreichische Verlustliste, 1488 • Klingenberger Chronik von Johann von Klingenberg • Aegidius Tschudi: Chronicon Helveticum • Liste des Christian Wurstisen, nach 1580 • Frankfurter Verlustliste | Freyherr; der jung – fry; nobiles servi de Elsacia Junker |        |
| Bollwiller               | Hensli; Hans; Hanns; Henszlin                                                                        | Hans von Bollwiller           | Aargau / Niederacker(?) wohl eher Bollwiller, Elsass | Boswilr; Boswyl; Posswil; Pöwihll; Boßwil von Nideracker Besszwilr                        | • Frankfurter Verlustliste • Thurgauer Chronik • Oesterreichische Verlustliste, 1488 • Aegidius Tschudi: Chronicon Helveticum • Liste des Christian Wurstisen, nach 1580 | von nidren äckern; Item von Erga dem lanndt |        |
| Bolsenheim               | Conratus; Conradt; Conrat; Conrad                                                                    | Contrat von Bolsenheim        | Burg Bolsenheim (Kanton Erstein)                     | Bolczheim; Bolsenhain; Bölsenhain; Bolsenhin; Balsenhaim                                  | • St. Blasianer Handschrift von Königshofens Chronik • Frankfurter Verlustliste • Chronik des Nicolaus Stulmann, 1407 • Anonyme österreichische Chronik in Stuttgart, Handschrift 16. Jh. • Breisgauische Liederhandschrift, 1445; Conrad Schnitt: Wappenbuch der Baslerischen Geschlechter, 1530 • Eydgnössisch-schweytzerischer Regiments Ehren-Spiegel • Jakob Twinger von Königshofen, Stiftsherr zu Straßburg • Oesterreichische Verlustliste, ca. 1484 • Zusätze zu Petermann Etterlins Chronik, 1531–1545 • Thurgauer Chronik • Liste des Christian Wurstisen, nach 1580 | nobiles de provincia Brissgaude; Breysach; Die ritter und knecht uss dem Brissgouw "Von Nüwenburg" |        |
| Bolsenheim               | Peter; Petrus; Kraft; Petter;                                                                        | Peter von Bolsenheim          | Burg Bolsenheim (Kanton Erstein)                     | Balsenhaim; Bolsenhain; Bölsenhain; Bolsenheim; Bolsenhin; Bozheym                        | • Thurgauer Chronik; Frankfurter Verlustliste • Chronik des Nicolaus Stulmann, 1407 • Anonyme österreichische Chronik in Stuttgart, Handschrift 16. Jh. • Breisgauische Liederhandschrift, 1445 • Conrad Schnitt: Wappenbuch der Baslerischen Geschlechter, 1530 • Jakob Twinger von Königshofen, Stiftsherr zu Straßburg; Oesterreichische Verlustliste, ca. 1484 • Luzerner Chronik von Melchior Russ, 1482 • Zusätze zu Petermann Etterlins Chronik, 1531–1545 • Johann Viler: Chronica von Keisern, Paepsten, Eidgenossenschaft und Elsass • St. Blasianer Handschrift von Königshofens Chronik • Jakob Twinger von Königshofen, Stiftsherr zu Straßburg • Liste des Christian Wurstisen, nach 1580                                                  | nobiles de provincia Brissgaude; Breysach; Die ritter und knecht uss dem Brissgouw von Breisach |        |
| Botsch                   | Heinrich (Hainrich)                                                                                  | Heinrich Botsch               | Bozen                                                | Posch                                                                                     | Chronik des Benedictinerstiftes Zwettel in Österreich | "et fraater suus"; einzige Nennung |        |
| Brandeck                 | Hans; Johannes; Hanns; Hamann; Hemmann                                                               | Johannes von Brandeck         | Burg Sterneck / Burg Brandeck?                       | Branndegkh; Brendigkh; Brandecker; Brandeg; Brandegg                                      | • Anonyme österreichische Chronik in Stuttgart, Handschrift 16. Jh. • Oesterreichische Verlustliste, 1488 • Luzerner Chronik von Melchior Russ, 1482 • Zusätze zu Petermann Etterlins Chronik, 1531–1545 • Chronik des Nicolaus Stulmann, 1407 • Conrad Schnitt: Wappenbuch der Baslerischen Geschlechter, 1530 • Thurgauer Chronik • Aegidius Tschudi: Chronicon Helveticum • Liste des Christian Wurstisen, nach 1580 | diss warent des von Wyrtenbergs dyener; Sequuntur servi Domini Wirtembergensis; der allt |        |
| Brandis                  | Eberhartz                                                                                            | Eberhart von Brandis          | Schloss Brandis                                      |                                                                                           | [ 15 ] | Abt uss der Rychenow basthart evtl. identisch mit Fritz v.B. |        |
| Brandis                  | Fritz; Frick; Friderich, Frick                                                                       | Fritz von Brandis             | Schloss Brandis                                      | Brandis; Prandiss                                                                         | • Chronik des Nicolaus Stulmann, 1407 • Eydgnössisch-schweytzerischer Regiments Ehren-Spiegel • Thurgauer Chronik • Oesterreichische Verlustliste, 1488 • Aegidius Tschudi: Chronicon Helveticum | der baschart Die Österr. Verlustliste von 1488 führt in als "Fritz Prandiss" und nochmals als "Fritz Paschart" auf; Tschudi: "ein Bastert – was Apt Heinrichs uß der Richenowe Sune und was der erste so an dem Strit umkam."                                                     |        |
| Brendli                  | Jens, Haincz                                                                                         | Jens Brendli                  | Rheinfelden                                          | Brendly, Brendlin                                                                         | • Chronik des Nicolaus Stulmann, 1407 • Conrad Schnitt: Wappenbuch der Baslerischen Geschlechter, 1530 • Oesterreichische Verlustliste, 1488 • Klingenberger Chronik von Johann von Klingenberg | "Der alt brendlin – Diss sind von Rinfelden" |        |
| Brug                     | | siehe Effinger                |                                                      |                                                                                           | | |        |
| Brünsy                   | Hans; Cuntz                                                                                          | Hans Brünsy                   | Schaffhausen                                         | Brümse; Brun; Brümle; Prunst                                                              | • Thurgauer Chronik • Conrad Schnitt: Wappenbuch der Baslerischen Geschlechter, 1530 • Oesterreichische Verlustliste, 1488 • Schlachtkapelle Sempach | |        |
| Brymouss?                | Johannes                                                                                             | Johannes Brymouss             |                                                      |                                                                                           | [ 15 ] | wird lediglich dieses eine Mal genannt |        |
| Büttikon                 | Hartman; Hartmann; Haman                                                                             | Hartman von Büttikon          | Burg Büttikon                                        | Büttiken; Butikrain; Buttenham; Büttiken; Büttykon;                                       | • Breisgauische Liederhandschrift, 1445 • Luzerner Chronik von Melchior Russ, 1482 • Frankfurter Verlustliste • Oesterreichische Verlustliste, ca. 1484 • Eydgnössisch-schweytzerischer Regiments Ehren-Spiegel • Zusätze zu Petermann Etterlins Chronik, 1531–1545 • Conrad Schnitt: Wappenbuch der Baslerischen Geschlechter, 1530 • Thurgauer Chronik • Liste des Christian Wurstisen, nach 1580 | diverse Chroniken berichten von zwei oder gar vier Gefallenen des Hauses Büttikon |        |
| Büttikon                 | Ulrich; Vlrich; Uolrich; Uolricus                                                                    | Ulrich von Büttikon           | Burg Büttikon                                        | Büttenkaun; Büttighen; Büttiken; Büttykon; Buitenkam; Butekon; Butikrain                  | • Thurgauer Chronik • Frankfurter Verlustliste • Luzerner Chronik von Melchior Russ, 1482 • Oesterreichische Verlustliste, ca. 1484 • Zusätze zu Petermann Etterlins Chronik, 1531–1545 • Liste des Christian Wurstisen, nach 1580 | diverse Chroniken berichten von zwei oder gar vier Gefallenen des Hauses Büttikon |        |